# Courroux
Courroux (antiguamente en alemán Lüttelsdorf) es una comuna suiza del cantón del Jura, localizada en el distrito de Delémont. Limita al norte con las comunas de Soyhières, Liesberg (BL) y Bärschwil (SO), al este con Val Terbi, al sur con Rebeuvelier y Courrendlin, y al oeste con Delémont.

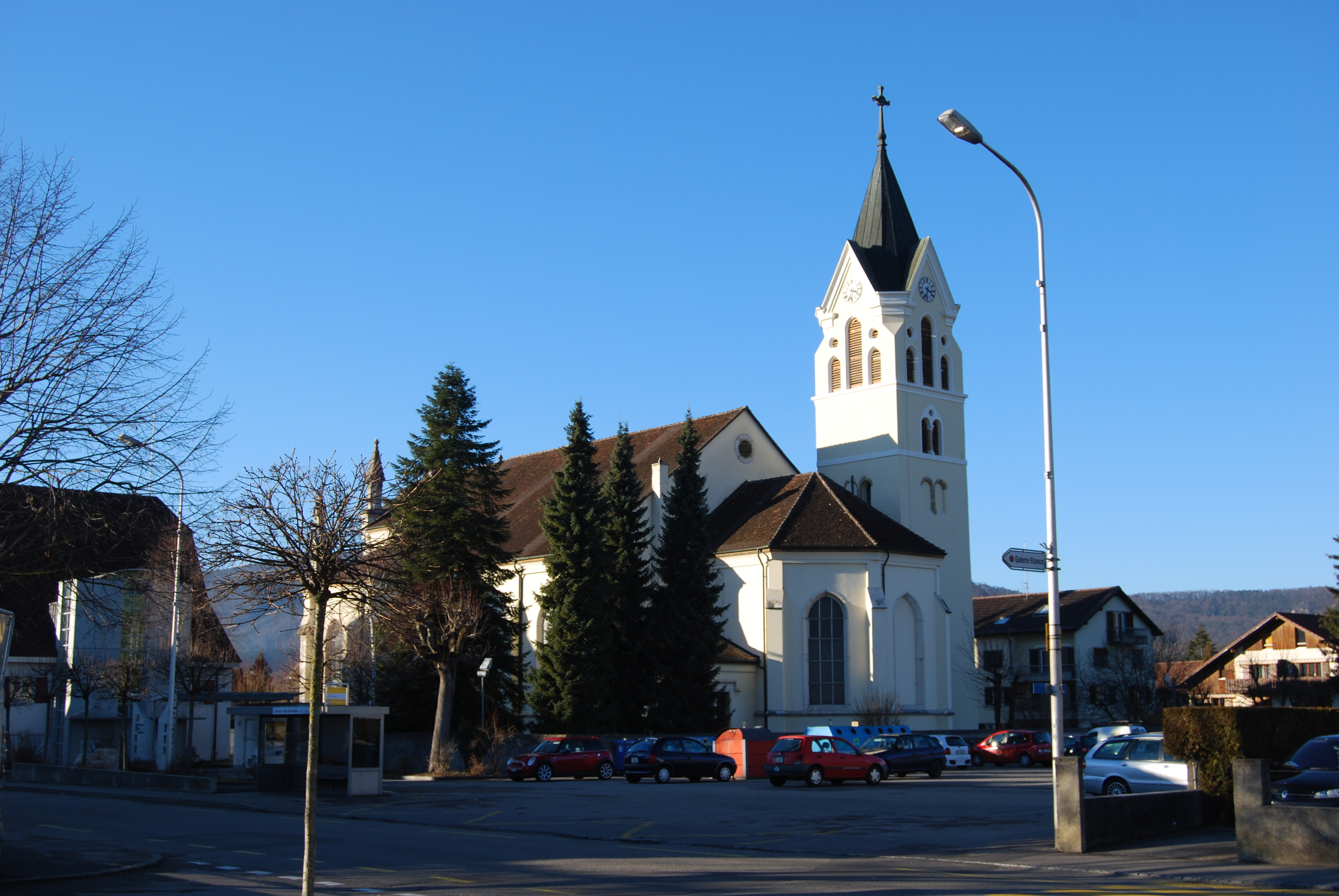
Iglesia de Courrox